# Bulbophyllum riyanum
Bulbophyllum riyanum là một loài phong lan thuộc chi Bulbophyllum.